# Brad Fraser
Brad Fraser (Edmonton, 28 giugno 1959) è un drammaturgo e sceneggiatore canadese.
È uno degli autori teatrali canadesi di maggior successo sia in patria che all'estero. Il suo stile narrativo propone una visione acida e al tempo stesso ironica della vita contemporanea nordamericana, con scene esplicite di sesso, violenza ed uso di droghe. I suoi lavori hanno causato spesso scandalo, e le sue dichiarazioni senza mezzi termini sulla scena gay e sulla critica teatrale lo hanno spesso portato all'attenzione dei media.

## Carriera

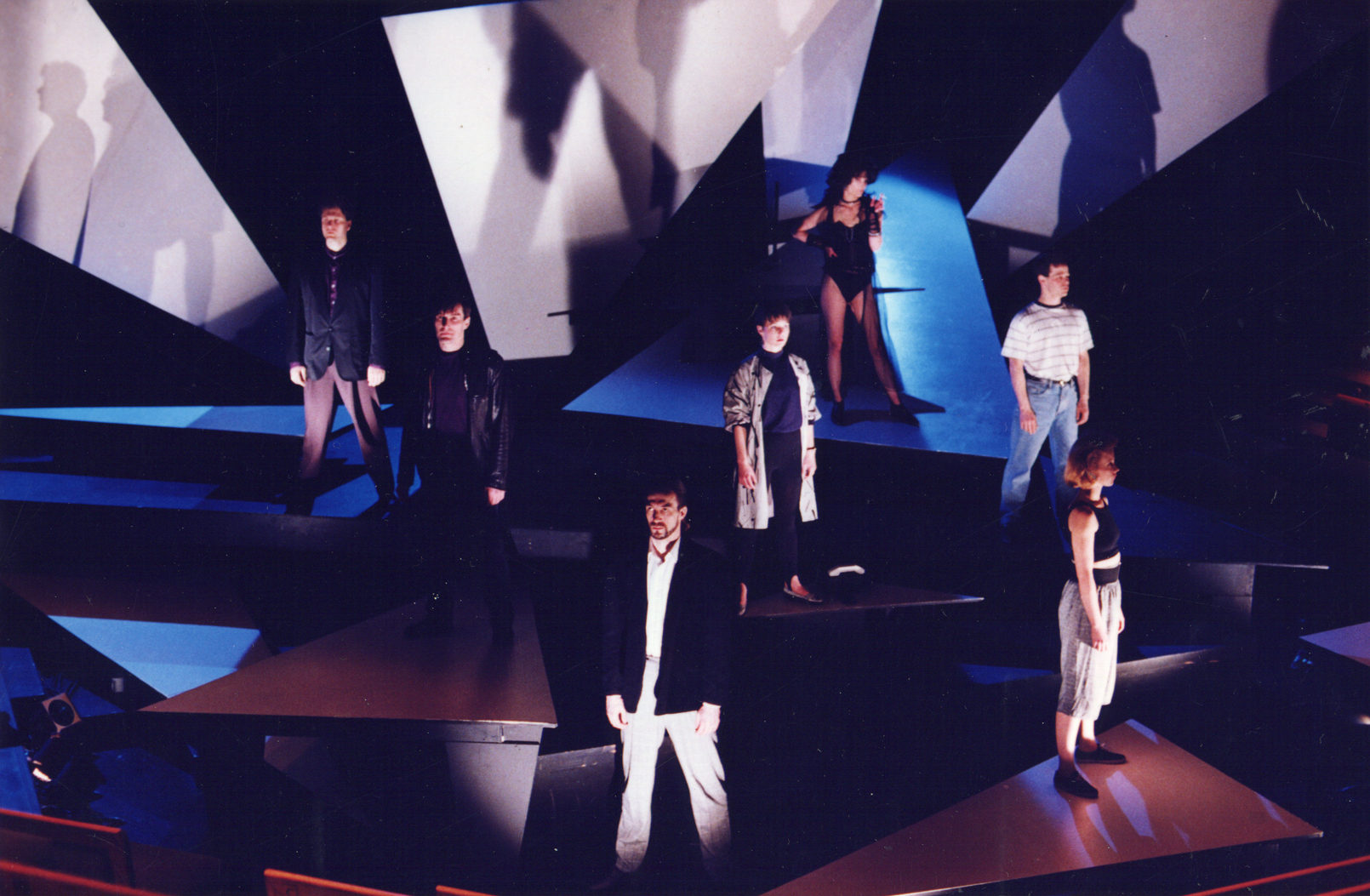
Unidentified Human Remains and the True Nature of Love,
Prodotto da Workshop West Theatre
Diretto da Brad Fraser
Scenografia di David Skelton.

Fraser si è fatto conoscere come autore teatrale con Resti Umani Non Identificati e la Vera Natura dell'Amore, una commedia che racconta le vicende di un gruppo di trentenni di Edmonton, Alberta alle prese con la propria difficile identità sessuale e con una vicenda dai toni thriller che riguarda gli omicidi di un serial killer. Sin dalla prima rappresentazione al playRites '89 dell'Alberta Theatre Projects' lo spettacolo ha ottenuto un grande successo, ed ha avuto numerose messe in scena molto apprezzate dal pubblico, comprese le produzioni di grandissimo successo di Toronto e Chicago. La commedia è stata dichiarata una delle migliori dieci del 1992 dalla rivistaTIME.
Nonostante il successo ottenuto da Resti Umani Non Identificati e la Vera Natura dell'Amore a New York, Fraser non ha comunque orientato la sua carriera verso la Grande Mela. La sua opera successiva, Poor Super Man, è stata rappresentata per la prima volta a Cincinnati, dopo un controverso boicottaggio per oscenità da parte del consiglio direttivo dell'Ensemble Theatre of Cincinnati. Grazie al supporto del pubblico Poor Super Man è andata in scena senza incidenti e con grandi consensi. Tra le idee innovative dello spettacolo, quella di proiettare didascalie sul proscenio per commentare l'azione o per esprimere i pensieri dei personaggi. Lo spettacolo è stato dichiarato uno dei migliori dieci del 1994 da TIME.
Le opere di Fraser sono spesso connesse tra loro, con personaggi e accadimenti che passano da un testo a quello successivo. Ad esempio, il personaggio di David di Resti Umani Non Identificati e la Vera Natura dell'Amore riappare in Poor Super Man, e Matt, il personaggio centrale di Poor Super Man, riappare in Martin Yesterday.
Nel Regno Unito l'opera di Fraser ha riscosso un particolare successo di pubblico e critica, a cominciare dall'Evening Standard Award di Londra per Resti umani non identificati e la vera natura dell'amore nel 1993. Molto spesso il lavoro di Fraser, con le sue citazioni continue alla cultura pop, ai fumetti, ai film horror ed alla televisione, è stato sottovalutato agli inizi per poi essere apprezzato in un secondo tempo. Porter Anderson, editorialista teatrale di Village Voice, ha ad esempio dichiarato che Resti Umani Non Identificati e la Vera Natura dell'Amore è stato "poco apprezzato durante le repliche del 1991 all' Orpheum", pur avendo "una sensualità grunge in grado di sedurre il pubblico giovane all'esperienza del teatro" e una "trama feroce in grado di colpire al cuore il cinismo esausto della nihilista gioventù canadese"
In aggiunta al suo lavoro teatrale, Fraser ha scritto due film, entrambi adattamenti delle sue opere: La natura ambigua dell'amore basato sulla sua opera Resti Umani Non Identificati e la Vera Natura dell'Amore e Leaving Metropolis. Ha scritto anche per la serie televisiva Queer as Folk ed ha presentato un suo talk show televisivo con sede a Toronto, Jawbreaker.
Keanu Reeves ha fatto il suo esordio sulle scene proprio nella produzione di un testo di Fraser: Wolfboy presentato nel 1985 al Teatro Passe Muraille di Toronto.

## Commedie e spettacoli
- Wolfboy (1981) - il suo esordio sulla scena teatrale di Edmonton. 
  - Toronto (1985) produzione al Theatre Passe Muraille con Keanu Reeves
  - Londra (1999) prima produzione inglese del gruppo State of Unrest TC al Finborough Theatre con Merryn Owen & Stephen Hudson. Regia di Jake Murray
- Chainsaw Love (1985) Edmonton Fringe Festival
- Resti Umani Non Identificati e la Vera Natura dell'Amore (1989)
  - Calgary (1989) prima mondiale all festival playRites '89 dell'Alberta Theatre Projects
  - Edmonton (1990) Workshop West Theatre, regia di Brad Fraser
  - Toronto (1990)
  - Chicago, (1991) Wisdom Bridge Theatre, regia di Derek Goldby
  - New York (1991) regia di Derek Goldby
  - New Theatre, Sydney (1994) regia di Stuart Katzen
  - London (2006), Warehouse Theatre (Croydon), regia di Dominic Leclerc
  - São Paulo (2008), Espaço dos Satyros, regia di Marco Antonio Pamio
  - Cincinnati (2010) Studio 307 Series, regia di Casey Snipes.
  - Edmonton (2010) Studio Theatre, regia di John Kirkpatrick
- The Ugly Man (1990)
  - Edmonton (1993) Workshop West Theatre, regia di Brad Fraser
  - Darlinghurst Theatre Company, Sydney (1997) regia di Michael Darragh
- Poor Super Man (1994)
  - Cincinnati, Ensemble Theatre of Cincinnati, (1994)
  - Edmonton (1994) Workshop West Theatre and Theatre Network, regia di Brad Fraser
  - Buffalo, Buffalo United Artists, (1994)
  - Edinburgh, (1994)
  - London, Hampstead Theatre, (1994)
  - Washington, D.C., Signature Theatre, (1995)
  - Toronto, Canadian Stage, (1995)
  - Montreal, Théâtre de Quat'sous, (1995)
  - Sydney Theatre Company (1995) regia di David Berthold.
  - New Theatre, Sydney (1999) regia di Stuart Katzen
  - São Paulo, Centro Cultural São Paulo (2000) regia di Sergio Ferrara
- Martin Yesterday (1998)
- Outrageous, (2000, musical con le musiche di Joey Miller) Canadian Stage Company
- Snake in Fridge (2001) Royal Exchange Theatre, Manchester, regia di Braham Murray
  - San Francisco, Actors' Theatre of San Francisco (2001) regia di Christian Phillips
- Cold Meat Party (2003) Royal Exchange Theatre, Manchester, regia di Braham Murray,
  - Toronto, Factory theatre, (2004) regia diBraham Murray,
- True Love Lies (2009)
  - Royal Exchange Theatre, Manchester (2009)
  - Factory Theatre, Toronto (2009) regia di Brad Fraser
- 5 @ 50 (2011)